# Adiantum capillaris-veneris
Adiantum capillaris-veneris là một loài thực vật có mạch trong họ Adiantaceae. Loài này được L. miêu tả khoa học đầu tiên năm 1753.